# Harmaakallio (ö i Satakunta)
Harmaakallio är en ö i Finland.   Den ligger i kommunen Euraåminne (tidigare Luvia) i den ekonomiska regionen  Björneborgs ekonomiska region  och landskapet Satakunta, i den sydvästra delen av landet, 240 km nordväst om huvudstaden Helsingfors.